# Три чешми
Три чешми (на македонска литературна норма: Три Чешми; на арумънски: Treili Shopati) е село в община Щип, Северна Македония.

## География
Селото е разположено на 4 километра северозападно от Щип и на практика е предградие на града.

## История
На 7 април 1994 година е поставен темелният камък на църквата „Свети Илия“.